# Vicia tetrantha
Vicia tetrantha är en ärtväxtart som beskrevs av Hsien Wu Kung. Vicia tetrantha ingår i släktet vickrar, och familjen ärtväxter. Inga underarter finns listade i Catalogue of Life.